# Norm Nixon
Norm Nixon é um ex-jogador de basquete norte-americano que foi campeão da Temporada da NBA de 1979-80 jogando pelo Los Angeles Lakers.

## Biografia
Norm Nixon era o terceiro filho de Elmer e Mary Jo Nixon, divorciados quando ele tinha dois anos. Estudou na Southwest High School. Em 1973, Nixon liderou o time de Macon na conquista do título estadual de basquete do ensino médio da Geórgia. Ele também conquistou honrarias estaduais no futebol americano e no atletismo. Optando por seguir no basquete, ingressou na Universidade Duquesne e ganhou honras de primeiro time All-Eastern 8 Conference, mas foi preterido para um teste para a equipe olímpica de 1976.
Nixon foi convocado pelo Los Angeles Lakers em 1977. Durante suas duas primeiras temporadas em Los Angeles, Nixon registrou médias de 15,4 pontos e 7,9 assistências, perdendo apenas um jogo.
Em sua primeira temporada ao lado de Magic Johnson, Nixon teve uma média de 17,6 pontos e 7,8 assistências por jogo durante a temporada regular, tendo sido titular em todos os 82 jogos. Durante a campanha do Los Angeles rumo ao título da NBA em 1980, Nixon teve uma média de 16,9 pontos e 7,8 assistências por jogo.
Na temporada 1981-82, Nixon foi selecionado para o All-Star Game pela primeira vez na carreira, e os Lakers ganhariam outro título, em grande parte graças às suas contribuições.
Após a temporada 1982-83, Nixon foi negociado com o San Diego Clippers em troca dos direitos de draft de Byron Scott. Em sua primeira temporada como Clipper, Nixon liderou a liga em assistências totais e, depois que a franquia se mudou para Los Angeles para a temporada 1984-85, ele foi selecionado para o NBA All-Star Game de 1985.
Uma lesão deixou Nixon fora dos gramados de 1986 a 1988, e ele jogou sua última partida na NBA em março de 1989. Ele se aposentou com médias de 15,7 pontos e 8,3 assistências em 768 jogos na carreira.
Nixon casou-se com atriz e coreógrafa vencedora do Emmy Debbie Allen em 1984. Antes de se casarem, Nixon e Allen apareceram no filme de 1979 The Fish That Saved Pittsburgh, que também contou com as estrelas da NBA Julius Erving e Kareem Abdul-Jabbar. Um dos filhos de Nixon, DeVaughn, o retratou na série dramática da HBO Winning Time: The Rise of the Lakers Dynasty.